# New General Catalogue

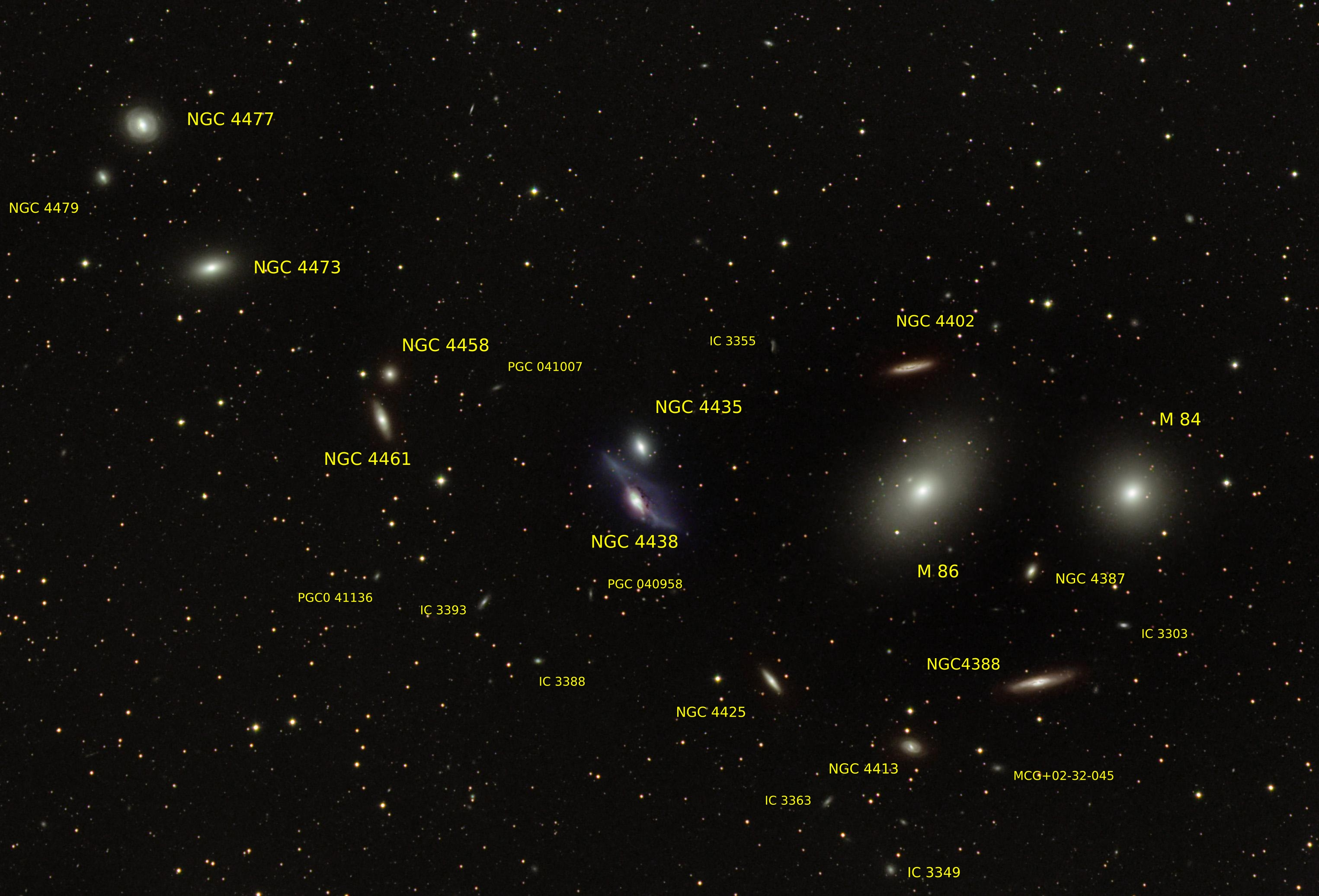
Několik galaxií z New General Catalogue s různými označeními

New General Catalogue (NGC) je nejznámějším katalogem objektů hlubokého vesmíru v amatérské astronomii. Obsahuje přibližně 8 000 objektů, které jsou známy pod označením NGC objekty. NGC je jeden z nejrozsáhlejších všeobecných katalogů, zahrnuje všechny typy objektů hlubokého vesmíru (nespecializuje se například pouze na galaxie).
Autorem NGC je John Louis Emil Dreyer - (od roku 1882 ředitel na observatoři v severoirském Armaghu). Dreyer preferoval kompilaci starších pozorování a vydal nejprve Druhý katalog hvězd Armaghské observatoře a po získání vládního jednorázového grantu 2 000 liber v roce 1883 zakoupil desetipalcový refraktor, s nímž mohl pokračovat v pozorování mlhovin, hvězdokup a galaxií. V roce 1888 vydává Nový obecný katalog mlhovin a hvězdokup (The New General Catalogue of Nebulae and Clusters of Stars) známý dnes pod zkratkou NGC.
Tento vynikající katalog obsahující 7 840 objektů, vznikl vlastně proti plánům Dreyera, který plánoval vydávat jen doplňky k Herschelovu katalogu, ale na objednávku Královské astronomické společnosti sestavil nový katalog.
V dalších letech svou práci dovršil vydáním dvou doplňků k NGC: v roce 1895 vydává katalog IC I (Index Catalogue) s 1 529 objekty a v roce 1908 katalog IC II (Second Index Catalogue). Katalog NGC a oba doplňky obsahují celkem 13 226 objektů. Dreyerovy katalogy se tak staly základním katalogem nehvězdných objektů.